# Заорле (Великопольське воєводство)
Заорле (пол. Zaorle) — село в Польщі, у гміні Пакослав Равицького повіту Великопольського воєводства.
Населення — 176 осіб (2011).
У 1975-1998 роках село належало до Лешненського воєводства.

## Демографія
Демографічна структура станом на 31 березня 2011 року:
|          | Загалом | Допрацездатний вік | Працездатний вік | Постпрацездатний вік |
| -------- | ------- | ------------------ | ---------------- | -------------------- |
| Чоловіки | 99      | 30                 | 58               | 11                   |
| Жінки    | 77      | 12                 | 42               | 23                   |
| Разом    | 176     | 42                 | 100              | 34                   |